# Serik Ümbetow

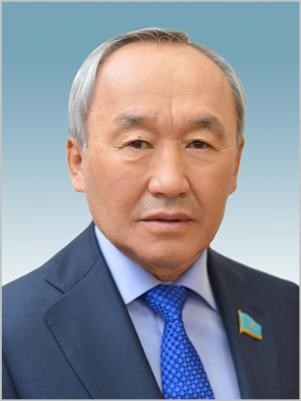
Serik Ümbetow, 2020

Serik Äbikenuly Ümbetow (kasachisch Серік Әбікенұлы Үмбетов, russisch Серик Абикенович Умбетов; * 19. Juni 1950 in Prudki, Kasachische SSR) ist ein kasachischer Politiker.

## Leben
Serik Ümbetow wurde 1950 im Dorf Prudki im Gebiet Schambyl geboren. Von 1968 bis 1970 absolvierte er den Wehrdienst in der sowjetischen Armee. Er absolvierte 1983 das veterinärische Institut in Alma-Ata und arbeitete danach in verschiedenen Unternehmen.
Von 1992 bis 1994 war er Leiter der Kreisverwaltung des Kreises Curtin im Gebiet Almaty. Im Juni 1994 wurde er zum stellvertretenden Leiter der Verwaltung des Äkim (Gouverneur) des Gebiets Almaty. Im März 1996 wurde er dann zum Äkim des Gebietes Almaty ernannt. Von Dezember 1997 an hatte er dann erneut den Posten des stellvertretenden Äkim des Gebiets Almaty inne, bevor er am 17. Februar 1999 zum Äkim des Gebietes Schambyl ernannt wurde. Am 14. Mai 2004 wurde er zum ersten Mal Mitglied der kasachischen Regierung unter Premierminister Danial Achmetow. Er folgte auf Achmetschan Jessimow auf dem Posten des Landwirtschaftsministers. Vom 11. August 2005 an war er erneut Äkim des Gebiets Almaty. Zwischen 2011 und 2012 arbeitete er in der Verwaltung des Präsidenten Kasachstans. Nach der Parlamentswahl 2012 war Ümbetow als Abgeordneter für Nur Otan in der Mäschilis. Auch nach der Wahl 2016 bleibt er Abgeordneter des Parlaments, wo er Mitglied des Agrarausschusses ist.

## Familie
Er ist verheiratet mit Ermekul Ümbetowa. Die beiden haben vier Kinder.